# Nibe Industrier
Nibe Industrier AB er en svensk producent af varmepumper, varmtvandsbeholdere og forskellige løsninger til kølning og opvarmning.
Nils Bernerup etablerede i 1949 virksomheden Backer Elektro-Värme AB i Sösdala. I 1952 grundlagde Bernerup også Nibe-Verken AB i Markaryd, hvor virksomheden fortsat har hovedkvarter.